# 5 Wileńska Brygada Armii Krajowej
5 Wileńska Brygada Armii Krajowej (zwana również „Brygadą Śmierci”) – polski oddział partyzancki Okręgu Wilno Armii Krajowej.
Dowódcą brygady był mjr Zygmunt Szendzielarz „Łupaszka”.
W okresie okupacji niemieckiej działała w wyjątkowo trudnych warunkach, mając przeciw sobie trzech wrogów – zarówno Niemców i ich litewskich sojuszników, jak i partyzantkę sowiecką. W lipcu 1944 brygada liczyła ok. 500 partyzantów.

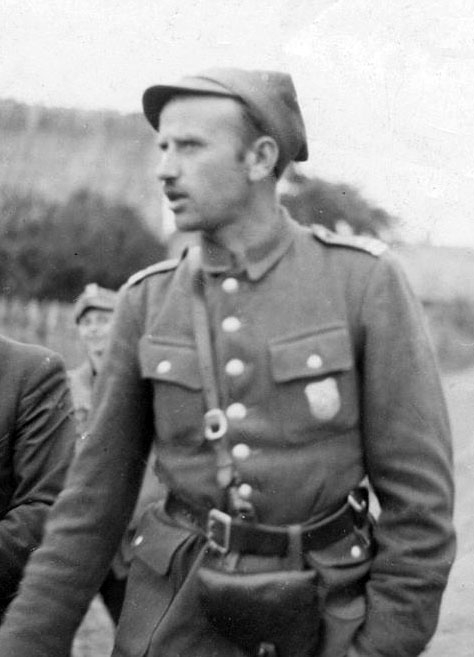
dowódca 5 Wileńskiej Brygady AK
Zygmunt Szendzielarz „Łupaszka”

## Geneza
Wiosną 1943 Zygmunt Szendzielarz znalazł się w bezpośredniej dyspozycji Komendy Okręgu Wileńskiego AK, która pod koniec sierpnia tegoż roku oddelegowała go na dowódcę do pierwszego oddziału partyzanckiego AK na Wileńszczyźnie. Oddziałem tym dowodził wcześniej ppor. Antoni Burzyński ps. „Kmicic”. 26 sierpnia doszło do podstępnego rozbrojenia i aresztowania sztabu „Kmicica” przez zgrupowanie partyzantów sowieckich. Por. Burzyński został zamordowany, natomiast jego partyzantów przesłuchano i podzielono na trzy grupy, jedną z nich komuniści sobie podporządkowali. Drugą 50-osobową rozstrzelano. (patrz str.4-5 Załącznika do oświadczenia: )
Na przełomie września i października 1943 oddział por. Szendzielarza liczył już około stu ludzi. Przyjął on nazwę 5 Wileńskiej Brygady AK, zwanej też nieoficjalnie Brygadą Śmierci. Brygada operowała na terenie na płn.-wsch. od Wilna. Prowadziła ona walki zarówno z Niemcami i ich sojusznikami litewskimi, jak też partyzantką sowiecką.
Obsada personalna 5 Brygady w styczniu 1944 przedstawiała się następująco:
Sztab:
- adiutant brygady – ppor. Longin Wojciechowski „Ronin”
- szef kancelarii –  plut. Ludwik Waldek „Oran”
- łącznik – plut. Wacław Beynar „Orszak”
- szef żandarmerii – Mieczysław Chojecki „Podbipięta”
- lekarz – Konstanty Pukianiec „Strumyk”
- kapelan – ks. Aleksander Grabowski[3] „Ksiądz Ignac”[d]

Pododdziały:
- dowódca 1 plutonu –  por. Wiktor Wiącek „Rakoczy”
- dowódca 2 plutonu – Mieczysław Kitkiewicz „Kitek”
- dowódca 3 plutonu – Antoni Rymsza „Maks”
- dowódca 4 plutonu – ppor. Czesław Karol Kozłowski „Bohun” (jednocześnie przewodniczył sądowi wojskowemu 5 Brygady)
- dowódca 5 plutonu – pchor. Antoni Dubaniewicz „Żbik”
- dowódca plutonu kawalerii – por. Roman Bamburski „Dornik”

## Działania brygady
Oddziały „Łupaszki” cechowała dyscyplina wojskowa. „Łupaszkowcy” zachowywali wojskowy sposób postępowania – meldowali się zgodnie z regulaminem oraz byli jednolicie i jednakowo umundurowani. Dzień zaczynano i kończono modlitwą. Nad lewą górną kieszenią munduru wielu żołnierzy nosiło ryngraf z wizerunkiem Matki Boskiej Ostrobramskiej oraz orła – godło Polski. Karano wszelkie naruszenia dyscypliny. Za żywność i nowe ubrania starano się natomiast płacić funduszami zdobytymi na jednostkach administracji komunistycznej.
25 stycznia „Łupaszko” uczestniczył w rozmowach we wsi Swejginie między przedstawicielami Okręgu Sarny AK i niemieckich władz wojskowych. W kolejnych rozmowach kilkanaście dni później por. Szendzielarz już nie brał udziału. Mimo to w okresie Polski Ludowej niektórzy emigracyjni publicyści, a także komuniści w kraju, oskarżali „Łupaszkę” o kolaborację z Niemcami.
W drugiej połowie stycznia plutony prowadziły działania demonstracyjne w rejonach, gdzie zamieszkiwała ludność litewska i dominowała partyzantka sowiecka. Pluton „Rakoczego” dokonał przemarszu w rejon Michaliszki-Święciany-Podbrodzie, plutony „Maksa” i „Kitka” w rejony położone za jeziorem Miadzioł, aż do Królewszczyzny. Partyzanci byli entuzjastycznie witani przez ludność miejscową. W naturalny sposób dokonały też powiększenia swoich składów. Nie obyło się też bez walk. Pluton „Kitka” stoczył potyczkę z Litwinami pod Żukojniami. Pluton kawalerii zlikwidował posterunek policji litewskiej w Polanach. Pod koniec stycznia plutony zgrupowały się we wsi Worziany.
Rankiem 31 stycznia Niemcy zorganizowali lokalną operację antypartyzancką. 91 osobowy oddział niemiecko-ukraiński zaatakował przebywających w Worzianach polskich partyzantów. Jednak dzięki przestrzeganiu przez dowódcę brygady zasady rozśrodkowania sił, 3 pluton „Maksa” z kolonii Worzeły – folwark Sosnówka i 2 pluton z Hadziłun uderzyły na przeciwnika od tyłu okrążając go. Prawie trzygodzinna potyczka zakończyła się całkowitym zwycięstwem 5 Brygady.
Straty niemieckie wyniosły łącznie 43 ludzi: zostało zabitych 2 oficerów, 9 podoficerów i 28 żołnierzy, 4 uznano za zaginionych. Straty strony polskiej: 16 partyzantów.
2 lutego na brygadę napadł ok. 1600 osobowy oddział partyzantki sowieckiej. Brygada pod ogniem zorganizowała przeprawę przez rzekę Straczę. Na jej drugim brzegu ubezpieczał przeprawę pluton „Rakoczego”. Po zapadnięciu zmierzchu praktycznie cała brygada przeprawiła się przez rzekę i maszerując w kierunku Białej Wody oderwała się od wroga. Straty polskie w tej bitwie: 1 zabity, 1 utonął i 6 rannych, kilku trafiło do sowieckiej niewoli.
3 lutego przybył pod Radziusze na rozpoznanie „Maks” ze swą drużyną. W starciu z Sowietami poległo 3 polskich partyzantów, a jeden został ranny. Zdobyto 2 pepesze 1 kb oraz odebrano dwie furmanki z zagrabionym mieniem miejscowej ludności.
W drugiej połowie lutego 1 pluton „Rakoczego” operował w rejon Sużan, pozostałe plutony brygady stacjonowały we wsi Jasień (na południe od Białej Wody, a na wschód od Kiemieliszek). W tym okresie doszło do niedużych starć z sowiecką partyzantką w Suproniętach, Jasieniu, Polanach, Straczy i Niestaniszkach. W Niestaniszkach została stoczona walka z oddziałem sowieckich spadochroniarzy, pluton „Kitka” rozbroił i zlikwidował 30-osobowy posterunek żandarmerii niemieckiej w Żukojniach Strackich, a pluton „Maksa” posterunek litewskiej policji w Polanach na wschód od Kiemieliszek. W akcjach tych brygada zdobyła dużo broni. Pod koniec lutego liczyła już ponad 300 osób.
Na początku kwietnia 1944, po odprawie w komendzie Okręgu, Szendzielarz został przypadkowo aresztowany u swojej teściowej przez Litwinów, którzy przekazali go władzom niemieckim. Niemcy zaproponowali mu wówczas zaniechanie walk i wspólną akcję przeciwko sowieckiej partyzantce, a w zamian dostawy uzbrojenia. Por. Szendzielarz odmówił, zasłaniając się brakiem pełnomocnictw do czynienia tego typu ustaleń. Pod koniec kwietnia został zwolniony, najprawdopodobniej przez samych Niemców, którzy potraktowali ten gest jako akt dobrej woli wobec komendy Okręgu, mając na względzie nawiązanie ponownych kontaktów.
28 kwietnia w Bołoszy oddział niemiecki próbował rekwirować bydło i trzodę chlewną. Dowodzący wówczas brygadą inspektor mjr Mieczysław Potocki „Węgielny” postanowił uderzyć na Niemców całością sił brygady, rozbić ich oddział i w ten sposób uniemożliwić rekwizycję. Brygada liczyła wówczas około 250 ludzi w składzie pięciu plutonów kadrowych. Siły oddziału niemieckiego oceniono na około 150 żołnierzy. Zaatakowały w pierwszym rzucie cztery plutony bez jednej drużyny. Pluton kawaleryjski pozostał w odwodzie, jedna drużyna dozorowała trakt Bołosza-Kiemieliszki, skąd mogło nadejść wsparcie dla sił niemieckich od garnizonu łotewskiego stojącego w Kiemieliszkach. Akcja trwała około dwie godziny. Nie udało się uzyskać zaskoczenia. Prowadzono walkę pozycyjną. Dopiero oskrzydlenie nieprzyjaciela plutonem kawaleryjskim zmusiło go do odwrotu. W bitwie zginęło 21 Niemców. Zdobyto 1 ckm, 3 rkm-y, 20 kb, amunicję, dwa auta ciężarowe, apteczkę polową i różny sprzęt wojenny. Straty brygady: jeden żołnierz został zabity i trzech rannych.
Z powodu dość licznych nieporozumień między 5 Brygadą „Łupaszki” a sowiecką Brygadą Wilejską ppłk. Fiodora Markowa, komendant inspektoratu BC mjr Mieczysław Potocki ps. „Węgielny” wystąpił z wnioskiem do komendanta Okręgu „Wiano” aby 5 Brygada odeszła z terenu Inspektoratu BC do innego Inspektoratu. W zamian prosił o przydzielenie innej brygady. Komendant „Wilk” wydał dyspozycje, aby 5 Brygadę przeszła do Inspektoratu „A” mjr. „Pohoreckiego”. W zamian do Inspektoratu BC trafiła 1 Brygada por. Czesława Grombczewskiego ps. „Jurand”. Z początkiem maja nastąpiło przekazanie brygad.
23 czerwca 1944 roku 5 Wileńska Brygada AK zaatakowała zamieszkaną wówczas przez wojskowych osadników litewskich wieś Dubinki, mordując ponad 20 jej mieszkańców, w tym kobiety i dzieci. Był to odwet za zbrodnię na mieszkańcach Glinciszek, dokonaną 20 czerwca przez litewski oddział Schutzmannschaft.
W końcu czerwca brygada weszła w skład Zgrupowania nr 1 Okręgu Wilno Armii Krajowej i odpoczywała w okolicach jezior Sużańskich. Jej 3 szwadron stacjonował w Mejrańcach. 4 lipca Brygada ruszyła na zachód. Przechodząc przez szosę Wilno-Podbrodzie rozbiła w marszu niedużą kolumnę samochodową. 6 lipca  w marszu zaatakowała i zdobyła miasteczko Suderwę i stację nasłuchowo-nadawczą Luftwaffe. Zaskoczeni Niemcy poddali się.
Operacja Ostra Brama
Jeszcze 26 czerwca mjr dypl. Teodor Cetys „Sław” i ppłk Zygmunt Blumski „Strychański” przedstawili do zatwierdzenia ppłk. „Wilkowi” plan akcji na Wilno. Rozkaz operacyjny nr 1 „Ostra Brama” zawierał ogólne wytyczne walki o miasto i wycinkowe rozkazy dla oddziałów partyzanckich. Planowano między innymi utworzenie Zgrupowania Bojowego nr 5 „Zachód” pod dowództwem rtm. Szendzielarza „Łupaszki”. Składać się ono miało z 4 i 5 Brygady.
Na przełomie czerwca i lipca 1944 roku rozpoczęto wykonywanie akcji „Burza”. Ostatecznie 5 Brygada nie wzięła w niej udziału. Dowódca „Łupaszko” był przeciwny uczestnictwu 5 Brygady we wspólnym polsko-sowieckim wyzwalaniu Wilna z powodu szczególnego zagrożenia represjami ze strony sowietów. „Łupaszko” zebrał dowódców swoich szwadronów, którym zakomunikował: „Trudno panowie, widocznie generał „Wilk” nie mógł inaczej. Oświadczam wam, że ja też inaczej nie mogę. (...) W tej defiladzie udziału nie weźmiemy. (...) Niech mnie historia osądzi, ale nie chcę, żeby kiedykolwiek nasi żołnierze byli wieszani na murach i bramach Wilna”. „Łupaszko” otrzymał ustne zezwolenie na wycofanie się z walk o Wilno,  komendant ppłk. Aleksander Krzyżanowski wydał też formalne zezwolenie na wycofanie się na zachód.
Zgrupowanie Bojowe nr 5 rtm. „Łupaszki” nie wykonało rozkazu uderzenia na Wilno. Dowódca 4 Brygady „Ronin” wysłał do Suderwi swego łącznika, gdzie stacjonowała 5 Brygada. Zgrupowanie to miało uderzyć na Wilno na dzielnicę Zwierzyniec, który przez Niemców wcale nie był broniony. „Łupaszko” jednak nie poszedł na Wilno i „Roninowi” prosił przekazać za pośrednictwem łącznika H. Sipowicz-Bogowskiego „Farysa” następująca odpowiedź: 

„(...) nie będziemy wojować razem pod Wilnem. Proszę przekazać «Roninowi» bez ogródek, że nam spieszno gdzie indziej. Tutaj nas czeka grób, mogiła. (...) Współdziałanie z Sowietami nie wyjdzie nam na zdrowie. Ani nam, ani pozostałym brygadom. Zbyt dobrze znam bolszewików, aby ufać im. Zresztą mamy ze sobą na pieńku. Nie zapomnę wsi Radziusze. Kat z nimi!”

Prawdopodobnie „Łupaszko” otrzymał zezwolenie od „Wilka" na wycofanie się na zachód, co było zgodne z wytycznymi naczelnych władz państwa polskiego, aby oddziały polskie, które miały napięte stosunki z Sowietami, wycofać na zachodnie tereny.
5 Wileńska Brygada Armii Krajowej została rozwiązana 22 lipca 1944 koło Porzecza. Jej kawaleria została rozbrojona przez zmotoryzowane oddziały Armii Czerwonej.
Część żołnierzy brygady zdołała przedostać się za „linię Curzona”, na teren tzw. Polski Lubelskiej, gdzie pod rozkazami mjr „Łupaszki” kontynuowała działalność.

## Odtworzenie oddziału
Rtm. Szendzielarz z resztkami Brygady podporządkował się 20 września 1944 komendantowi Okręgu Białostockiego AK ppłk. Władysławowi Liniarskiemu ps. „Mścisław”. Ten nakazał „Łupaszce” trwać w Puszczy Białowieskiej i organizować kadrowy oddział z rozbitków z nowogródzkich i wileńskich oddziałów AK.
Mjr „Łupaszko” otrzymał funkcję „dowódcy partyzantki” w Komendzie Białostockiego Okręgu Armii Krajowej-Armii Krajowej Obywatelskiej (AK-AKO). Jego kompetencje polegały na dowodzeniu 5 Brygadą, będącą oddziałem dyspozycyjnym Komendy Okręgu AK-AKO. Struktura odtworzonej 5 Wileńskiej Brygady AK przedstawiała się następująco:
- dowódca – mjr Zygmunt Szendzielarz „Łupaszko”,
- zastępca dowódcy – por. Leon Lech Beynar „Nowina”,
- adiutant – por. Jerzy Jezierski „Stefan”,
- d-ca 1 szwadronu – por. Zygmunt Błażejewicz „Zygmunt”,
- d-ca 2 szwadronu – ppor. Romuald Rajs „Bury”,
- d-ca 1 kompanii szturmowej – por. Jan Mazur „Piast”,
- d-ca 4 szwadronu – por. Marian Pluciński „Mścisław”,
- d-ca drużyny podoficerskiej – ppor. Jan Zaleski „Zaja”.

## Okres powojenny

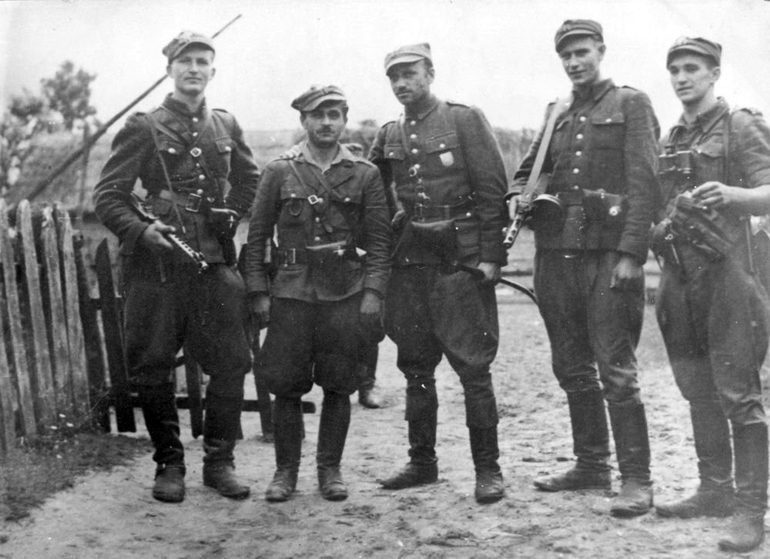
Żołnierze 5 Brygady AK

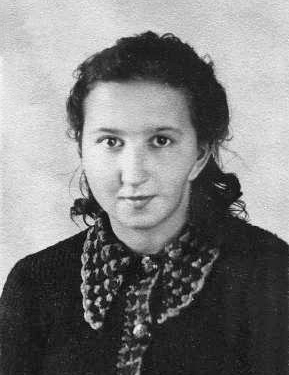
Danuta Siedzikówna, sanitariuszka 4 szwadronu odtworzonej na Białostocczyźnie 5 Wileńskiej Brygady AK

Powojenny etap działalności 5 Brygady można podzielić na kilka wyraźnych podokresów:
- okres „białostocki” (1945),
- okres „pomorsko-mazurski” (1946),
- okres „podlaski” (1946-1949, w szczątkowej formie do 1952).

W kwietniu 1945 Szendzielarz wznowił działania zbrojne. Odtworzona przez Szendzielarza 5 Brygada Wileńska liczyła w szczytowym okresie rozwoju tj. latem 1945: 250 żołnierzy, 3 szwadrony, kompanię szturmową oraz drużynę podoficerską. Wykonała kilkadziesiąt akcji przeciw NKWD oraz UBP, Milicji Obywatelskiej oraz KBW. Była uznawana za jeden z najgroźniejszych i najskuteczniejszych oddziałów  podziemia antykomunistycznego na terenie Białostocczyzny. W tym okresie wchodziła w skład Armii Krajowej Obywatelskiej.
W początkach września 1945 na rozkaz Komendy Okręgu Białostockiego AKO wydany w związku z zarządzoną przez Delegaturę Sił Zbrojnych na Kraj (DSZ) akcją „rozładowywania lasów” polecił rozformować 5 Brygadę Wileńską. Demobilizacja trwała niecały miesiąc. W polu pozostał oddział kadrowy 1 szwadronu, na bazie którego wkrótce potem sformowano 6 Wileńską Brygadę.
U schyłku 1945, już po częściowej demobilizacji, mjr Szendzielarz nawiązał ponownie kontakt z Komendą Okręgu Sarny AK, odtwarzającym się po ewakuacji z rodzinnych stron już głównie na nowych terenach centralnej Polski oraz Pomorza. Mjr „Łupaszko” bez wahania zgodził się odtworzyć oddziały. W ten sposób powstały właściwie dwa zgrupowania. Na Pomorzu przyjęły nazwę 5., zaś na Białostocczyźnie 6 Wileńskiej Brygady. Akcje przeciwko systemowi komunistycznemu na Pomorzu zaczęły się w kwietniu 1946.

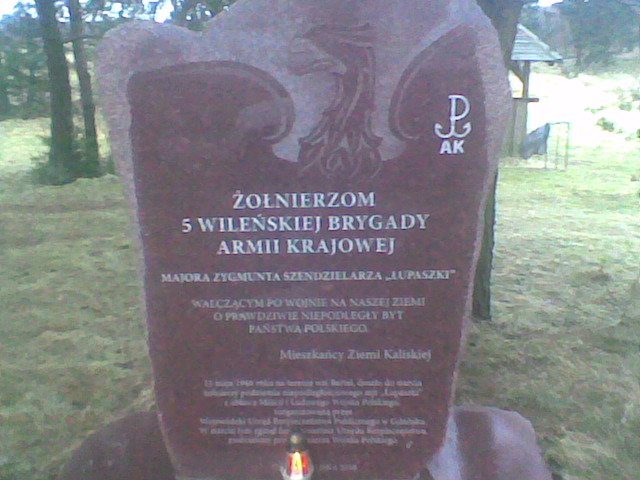
Pomnik żołnierzy 5 Wileńskiej Brygady AK w Bartlu Wielkim

W połowie sierpnia 1946 mjr Szendzielarz, mając na względzie coraz silniejsze nasycenie terenu siłami komunistycznymi, podjął decyzję przejścia w rejon Białegostoku w celu połączenia się z 6. Brygadą. Udało mu się to dopiero w połowie października i tylko z siłami szwadronu „Lufy”. Pozostałe dwa szwadrony pozostały na miejscu i rozformowały się w połowie listopada 1946. Najprawdopodobniej w grudniu mjr Szendzielarz otrzymał od ministra BP Stanisława Radkiewicza list, w którym ten nakłaniał „Łupaszkę” do rozwiązania oddziałów. W zamian obiecywał możliwość swobodnego opuszczenia Polski. Urząd Bezpieczeństwa ponawiał próby kontaktu także w marcu i kwietniu 1947.

## Epilog
Do czerwca 1948 UB rozpracował i rozbił Okręg Wileński AK a 30 czerwca 1948 w Osielcu pod Zakopanem został aresztowany sam mjr Szendzielarz. Natychmiast po aresztowaniu „Łupaszki” został przewieziony do Warszawy i osadzony w więzieniu mokotowskim przy ul. Rakowieckiej. Przebywał tam do 8 lutego 1951 (w sumie 2,5 roku).
23 października 1950 rozpoczął się proces b. członków Wileńskiego Okręgu AK, w którym oskarżeni zostali: ppłk Antoni Olechnowicz, kpt. Henryk Borowski ps. „Trzmiel”, mjr Zygmunt Szendzielarz, ppor. Lucjan Minkiewicz ps. „Wiktor”, Lidia Lwow ps. „Lala”, Wanda Minkiewicz ps. „Danka”. Wszyscy, oprócz kobiet, zostali skazani 2 listopada 1950 przez sędziego Mieczysława Widaja na wielokrotną karę śmierci. Wyrok wykonano 8 lutego 1951 w więzieniu na Mokotowie.
Podczas całej swojej działalności oddziały 5. Wileńskiej Brygady AK wykonały ponad 230 akcji, z tego większość na terytorium Borów Tucholskich. Na terytorium województwa gdańskiego w 1946 zabiły 39 osób, w tym 18 funkcjonariuszy bezpieki. Pozostali to konfidenci UB, milicjanci oraz żołnierze, którzy polegli w walkach z poszczególnymi szwadronami.

## Upamiętnienie
- Tradycje Brygady kultywuje: 9 pułk rozpoznawczy im. płk. Zygmunta Szendzielarza ps.„ Łupaszka„ z Lidzbarka Warmińskiego[12] oraz 1 Podlaska Brygada Obrony Terytorialnej.
- W grudniu 2017 r., zgodnie z ustawą dekomunizacyjną o zakazie propagowania systemów totalitarnych w tym faszyzmu, komunizmu czy banderyzmu, w Olsztynie została przemianowana nazwa ulicy Wincentego Pstrowskiego na 5 Wileńską Brygadę Armii Krajowej[13]. Ulica po decyzji sądu i petycji mieszkańców powróciła do nazwy Ulicy Wincentego Pstrowskiego